# Suricate (humoristes)
Cet article concerne le groupe d'humoristes. Pour l'animal, voir Suricate.
Suricate est un trio d'humoristes français créé le 15 janvier 2013 et composé de Raphaël Descraques, Julien Josselin, Vincent Tirel et anciennement FloBer.

## Histoire du groupe
Le groupe Suricate a été officiellement fondé le 15 janvier 2013 par Julien Josselin, Raphaël Descraques, Florent Bernard (alias FloBer) et Vincent Tirel, à la suite de la diffusion de leur première vidéo en groupe sur le site Golden Moustache. Ces quatre auteurs font partie de la dizaine réunie en juin 2012 par le Groupe M6 pour préparer le lancement de cette plateforme web, inspirée du site américain Funny or Die. Ils ont été les seuls auteurs à rester sur le site une fois qu'il a été lancé et ont ainsi décidé de constituer un groupe afin que les spectateurs puissent mieux les identifier.
Le 29 septembre 2013, le groupe annonce que Suricate continuerait sans FloBer en raison de « différends artistiques ». Le retour des sketchs Suricate est finalement annoncé le 6 janvier 2014 pour une saison 2.
En décembre 2013, ils participent au Festival de Montreux qui les a invités, en juin 2013, à y produire une vidéo comme l'ont fait auparavant le Palmashow ou Le Golden Show. Le court-métrage intitulé Le Fantôme de merde a été mis en ligne le 8 avril 2014 sur la page YouTube de Golden Moustache.
Le collectif a fait une pause après sa saison 2 mais est reparti en tournage en juin 2015.
Le 3 octobre 2015, Suricate annonce que sa saison 3 sera un long-métrage d'une heure et quart. Le 24 octobre 2015, le groupe dévoile la bande-annonce du film lors de la Comic Con 2015 de Paris. Le titre définitif du long-métrage est Les Dissociés. Le film est projeté en avant-première dans quelques villes de France, avant d'être mis en ligne sur YouTube le 24 novembre 2015.

## Membres actuels

### Raphaël Descraques
Raphaël Descraques est le frère du créateur de la série Le Visiteur du futur, François Descraques, dans laquelle il joue le rôle de Raph. Il fait également des apparitions dans Le Golden Show où il joue son frère François, réalisateur de cette émission. Il poste sur sa chaîne YouTube ses propres vidéos originales avant d'intégrer le site Golden Moustache.
C'est le membre qui officie le moins à Golden Moustache, quittant souvent la plateforme lorsque d'autres projets s'offrent à lui. En effet, après la saison 2 de Suricate, il a décidé de se consacrer à des projets personnels, autoproduits avec Ludovik, autre YouTuber. En témoignent les courts-métrages BlaBla et Le Règne des enfants, qui ont été produits à base de prêts et de bénévolat. De ce fait, il ne participe que très peu aux réunions d'auteurs de Golden Moustache, même pour les gros projets du site, tels que les prime times à la télévision. Il privilégie les réunions de Suricate.
De plus, lors de l'année 2014-2015, son frère et ses associés lançaient une chaîne YouTube, Frenchball, en collaboration avec la société Endemol. Il décide donc d'officier sur cette nouvelle plateforme. Raphaël n'avait donc plus beaucoup de temps à consacrer à Golden Moustache.
C'est finalement en avril 2015 que celui-ci approche Adrien Labastire, producteur de Golden Moustache, pour lui proposer l'idée d'un long-métrage Suricate sur Internet.

### Vincent Tirel
Vincent Tirel est le cofondateur du site franchement.org, sur lequel il poste des vidéos absurdes et décalées. Après avoir pratiqué le théâtre et les spectacles de rue, sa rencontre avec l'humoriste Chris Esquerre lui a permis d'être approché par Golden Moustache (M6) et de faire partie de ses auteurs. Il apparaît dans de nombreuses vidéos à succès, notamment avec Mister V.

## Ancien membre

### FloBer
Florent Bernard (alias FloBer) a été stagiaire-monteur auprès de François Descraques pour Le Golden Show puis pour Le Visiteur du futur. Il a également fait de la figuration dans Nerdz et J'irai loler sur vos tombes. Il a présenté Le Golden Short, émission de quatre minutes présentant les coulisses du Golden Show, pour un total de 10 émissions. Il a quitté Suricate à l'issue de la première saison pour des divergences de style. Il continue à publier ses vidéos sur Golden Moustache. En 2014, il apparaît dans la saison 4 du Visiteur du futur, dans le rôle de Bernie. Il est également l'un des auteurs de la série Bloqués diffusée sur Canal +, mettant en scène les rappeurs Orelsan et Gringe, du groupe Les Casseurs Flowteurs.

## Production
Pour la saison 1, chaque auteur écrivait et réalisait un sketch, en collaboration, en faisant appel pour les rôles aux membres du groupe Suricate mais aussi à des membres du site Golden Moustache ou à des amis. Par conséquent, les sketchs pouvaient être mis en ligne chaque jour de la semaine sur la page YouTube et le site Internet de Golden Moustache.
Pour la saison 2, chaque sketch fait l'objet d'une réunion d'écriture entre les trois membres du groupe puis est ensuite réalisé par l'un d'eux. La seule exception étant Le Fantôme de merde, entièrement écrit et réalisé par Raphaël Descraques. À partir de cette saison, les sketchs sont mis en ligne un lundi sur deux sur le site Internet de Golden Moustache puis 24 heures plus tard sur sa page YouTube.
Pour le tournage de chaque vidéo, le groupe est entouré de plusieurs techniciens : cadreur, directeur de la photographie, ingénieur du son, costumière, maquilleuse, accessoiriste, etc.

## Vidéos
Les vidéos de Suricate sont principalement humoristiques et les membres du groupe apparaissent quasi systématiquement, chacun dans chaque vidéo. Certains sketchs ont connu un succès mondial. Toutes les vidéos sont ainsi sous-titrées par Golden Moustache en anglais et certains utilisateurs de YouTube les mettent à nouveau en ligne pour les sous-titrer, voire les doubler dans leur langue. L'humour alterne entre l'absurde et l'univers « geek » selon les scénaristes des sketchs. Des vidéos comme Les Nouveaux Princes charmants, Le Syndrome post-rupture ou Faites-le rire jouent sur un registre un peu plus poétique, voire dramatique.
À noter que la fausse bande-annonce The Day The Earth Stopped Masturbating (traduit par Le Jour où la Terre s'ébranla), réalisée par Raphaël Descraques, a été publiée avant le lancement de Suricate mais est créditée par Golden Moustache comme une vidéo du groupe. Julien Josselin y joue notamment un rôle important et Vincent Tirel y fait une brève apparition.

### Saison 1
La vidéo de la saison 1 ayant été vue le plus de fois sur YouTube et ayant reçu le plus d'avis positifs est La Vie Sexuelle des Jeux Vidéo. Elle a été mise en ligne le 5 mars 2013 et visionnée près de 9 305 504 fois et notée positivement 97 117 fois. C'est la vidéo la plus vue de l'histoire de Suricate. Se loger à Paris, publiée le 21 mai 2013 est la vidéo la moins vue de la saison avec 1 313 169 vues tandis que Le contrat, le 28 mai 2013 est celle qui a été la moins bien notée avec 1 214 avis négatifs.

#### Les vidéos de la saison 1
- Le jour où la terre s'ébranla / The day the earth stopped masturbating
- LANCEMENT SURICATE !
- Les témoins de la Force
- Hey !
- Les métiers invisibles / Stilly jobs
- La vie sexuelle des jeux vidéo / Sex in video games
- Le gendre idéal
- Le mineur du cinéma
- Le poker
- Les nouveaux princes charmants / Modern day Prince charming
- Movies vs. Life
- La Terre : le film / Earth : the movie
- Se loger à Paris
- Le contrat
- S.O.S retard / S.O.S lateness
- Le syndrome post-rupture
- The Superheroes Hangover
- Bêtisier saison 1

### Saison 2
La saison 2 a été lancée le 6 janvier 2014 avec une vidéo annonçant le retour de Suricate. Le court-métrage Faites-le rire est publié le 14 janvier 2014. Le sketch le plus visionné sur YouTube est Movies vs Life 2 avec 3 715 226 vues, publié le 11 février 2014. Celui ayant récolté le plus d'avis positifs est Le Fantôme de merde, mis en ligne le 8 avril 2014 avec 104 737 « pouces verts ». Enfin, la vidéo la moins vue et ayant récolté le plus d'avis négatifs est L'Ultimatum, publié le 25 mars 2014, vu 1 459 570 et noté négativement 7 035 fois.
Pour cette saison, Suricate s'est engagé à produire 7 sketchs pour la plateforme Golden Moustache, en échange d'être mensualisé. C'est-à-dire que les membres du groupe percevaient un salaire mensuel cette année-là, même les mois où ils ne sortaient pas de vidéos, selon une interview de Raphaël Descraques sur la chaîne YouTube RougeVertBleu.

#### Les vidéos de la saison 2
- Saison 2
- Faites-le rire / Make him laugh
- Siri
- Movies vs. Life 2
- Le rire 2.0 / Internet laughter
- Le cosmos
- L'ultimatum
- Le fantôme de merde / Shitty ghost

### Saison 3
La saison 3 est constituée d'un long métrage, Les Dissociés, mis en ligne sur YouTube le 24 novembre 2015. Il dépasse dès sa première semaine de mise en ligne un million de vues. L'appréciation est massive : au 3 décembre, plus de 155 000 « pouces levés » contre 632 « pouces baissés ».

## Télévision
- 2013-2014 : Le Meilleur de Golden Moustache, W9
- 2014 : Web Comedy Awards, W9

## Récompenses
- 2014 : Grand Prix du Jury au Web Comedy Awards